# Willard Phelps
Pour les articles homonymes, voir Phelps.
Willard Leroy Phelps (né en 1941) est un homme politique yukonnais (canadien) qui fut premier ministre du territoire du Yukon du 20 mars au 29 mai 1985 et Chef de l'Opposition officielle du Yukon de 1985 à 1991.